# Gulstrupig grönbulbyl
Gulstrupig grönbulbyl (Atimastillas flavicollis) är en fågel i familjen bulbyler inom ordningen tättingar.

## Utseende och läte
Gulstrupig grönbulbyl är en rätt stor och långstjärtad grönbulbyl med olivgrön fjäderdräkt. Strupen är tydligt avgränsat gul. Arten liknar Criniger-bulbyler, men är slankare och saknar rött i stjärten. Arten är rätt ljudlig, med snabba stigande och fallande skall.

## Utbredning och systematik
Gulstrupig grönbulbyl förekommer från Senegal till östra Nigeria och norra Kamerun. Den behandlas som monotypisk, det vill säga att den inte delas in i några underarter. Tidigare inkluderades blekstrupig grönbulbyl i arten, men sedan 2016 urskiljer Birdlife International och naturvårdsunionen IUCN som en egen art, sedan 2024 även av IOC.

## Levnadssätt
Gulstrupig grönbulbyl hittas i skog, buskmarker och högväxt odlingsbygd. Den är rätt skygg och tillbakadragen och ses vanligen i par eller smågrupper.

## Status
IUCN kategoriserar arten som livskraftig.